# Lubsko (město)
Lubsko (německy Sommerfeld, dolnolužickosrbsky Žemŕ, polsky do roku 1947 Zemsz) je město v Polsku v Lubušském vojvodství v okrese Żary, ležící v historickém území Dolní Lužice. V roce 2021 zde žilo 13 548 obyvatel.

## Poloha
Město se nachází ve východní Dolní Lužici na řece Lubsza (německy Lubst/Lubis), 28 km od Żar (Sorau) a 30 km od německých měst Guben a Forst.

## Pamětihodnosti
- Renesanční radnice
- Kostel Navštívení Panny Marie
- Kostel Nejsvětějšího srdce Páně
- Zámek
- Železnice se dvěma vodárenskými věžemi

## Obyvatelstvo
Sommerfeld (Lubsko) byl původně osídlen slovanským obyvatelstvem. Od 13. století se sem stěhovali Němci a v následujících staletích se i pod vlivem německých panovníků prosadil německý jazyk a kultura. V roce 1583 byla zbořena venedská kaple. Ještě dlouho do 18. století se zde mluvilo také východolužickosrbským dialektem, zejména na předměstích. Stopy venedské kultury a jazyka přetrvaly až do roku 1945.

## Partnerská města
- Brody (Polsko), Polsko
- Forst, Německo
- Helsinge, Dánsko
- Pavlohrad, Ukrajina
- Vlotho, Německo

## Osobnosti
- Gerhard Domagk (1895–1964), nositel Nobelovy ceny za fyziologii a medicínu, navštěvoval v Sommerfeldu (Lubsku) školu
- Ewelina Flinta (* 1979), polská zpěvačka
- Jan Rak (1457–1520), latinsky Ioannes Rhagius Aesticampianus, lužickosrbský teolog a humanista
- Augusta Viktorie Šlesvicko-Holštýnská (1858–1921), německá císařovna; narodila se a pět let vyrůstala na panství Dolzig (dnes Dłużek)
- Vinzenz Brauner (1877-1943), farář a starosta ve Zlatých Horách, mučedník nacistické totality
- Piotr Zelazko (* 1976), vikář latinského patriarchy v Jeruzalémě

## Galerie

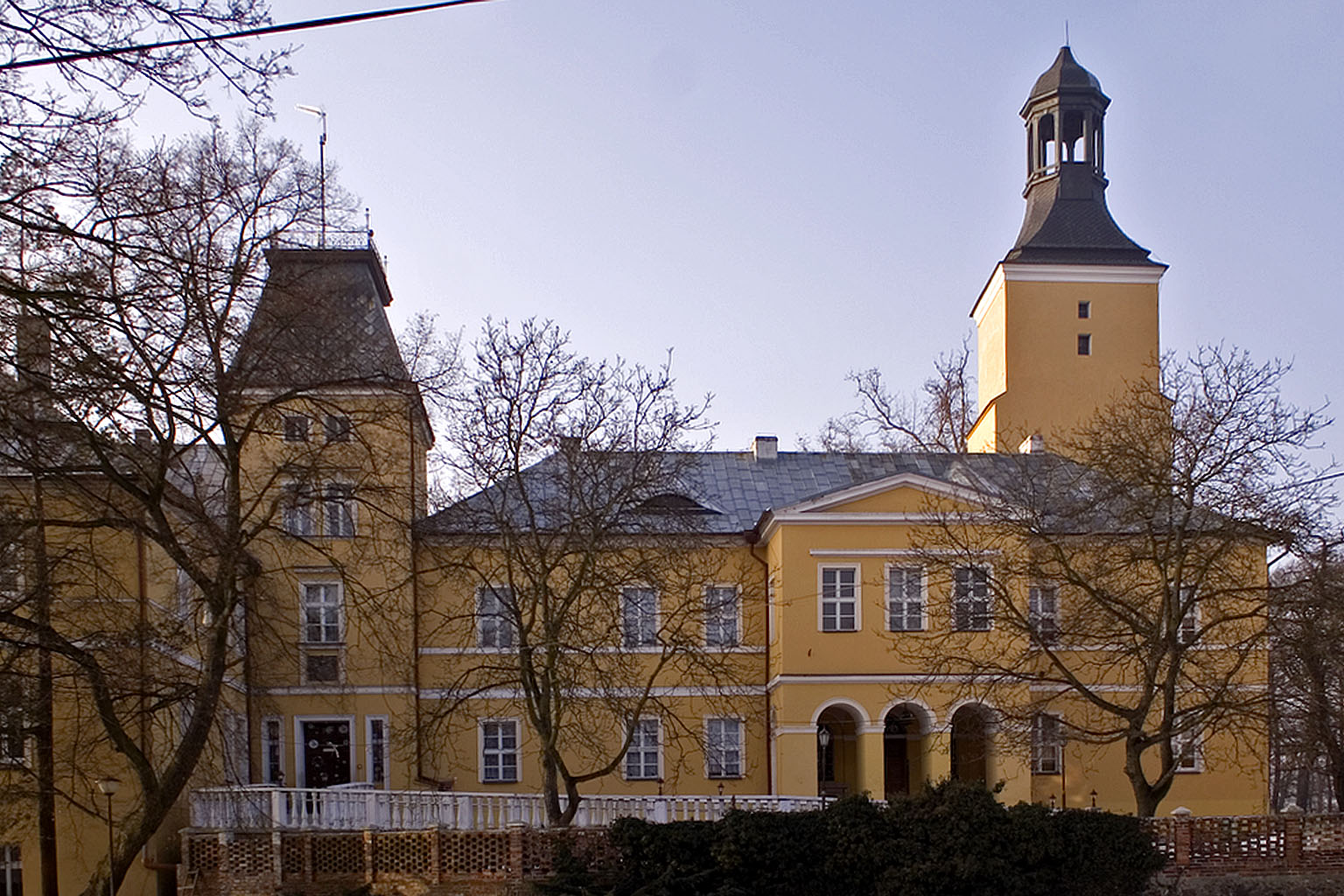
Zámek
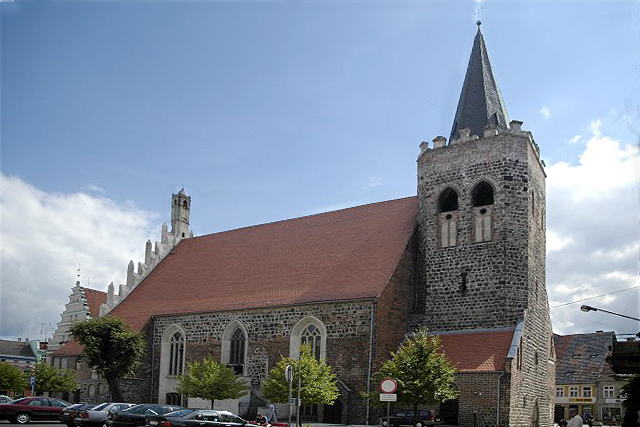
Kostel Navštívení Panny Marie
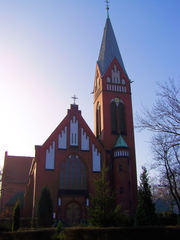
Kostel Nejsvětějšího srdce Páně
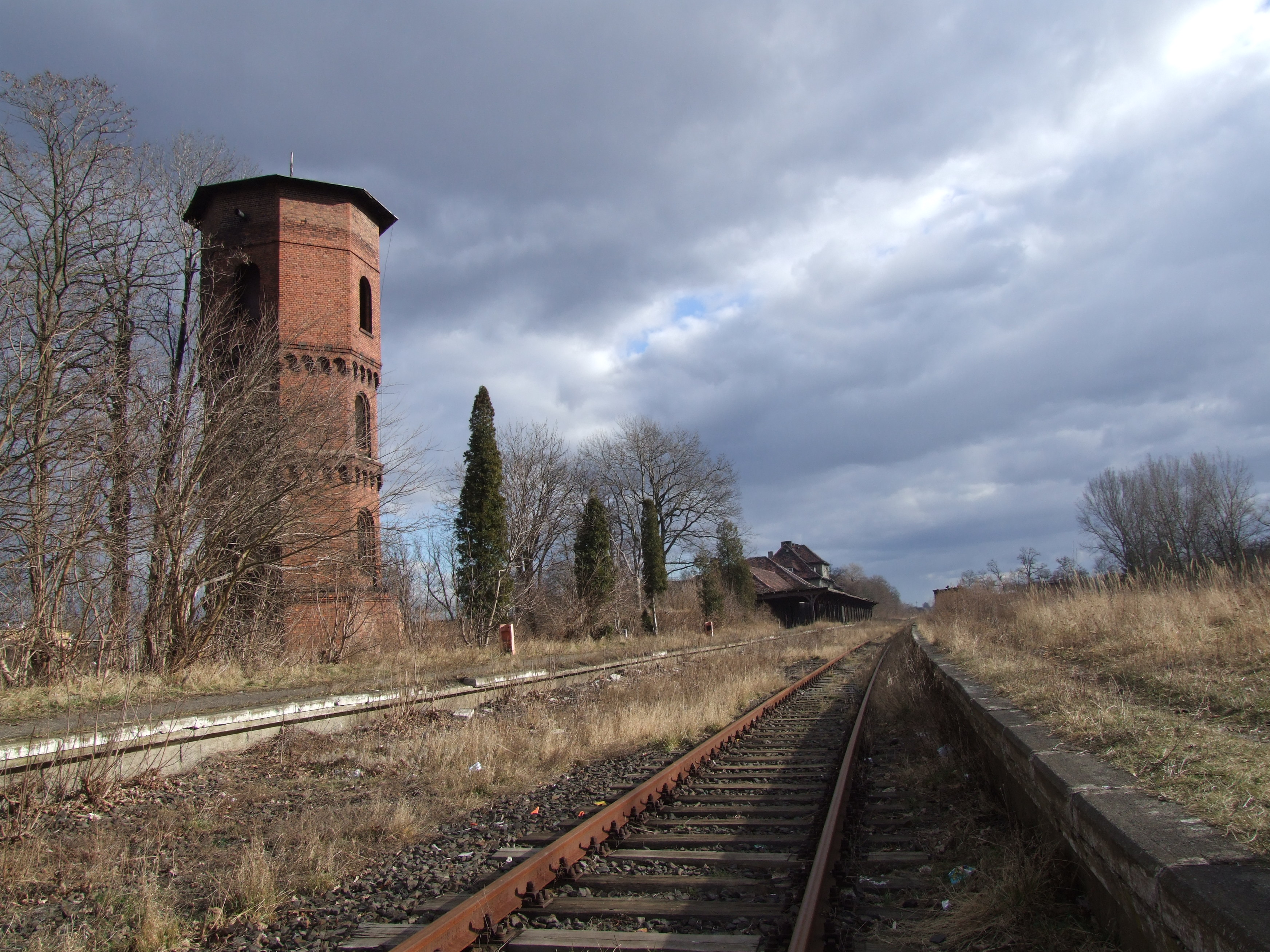
Železniční vodárenská věž